# 马罗欧普雷
马罗欧普雷（法語：Mareau-aux-Prés，法語發音：[maʁo o pʁe]）是法国卢瓦雷省的一个市镇，属于奥尔良区。

## 地理
马罗欧普雷（47°50'50"N, 1°47'58"E）面积13.34 平方千米，位于法国中央-卢瓦尔河谷大区卢瓦雷省，该省份为法国中北部省份，北起埃松省，西北接厄尔-卢瓦省，西南接卢瓦-谢尔省，南至涅夫勒省和谢尔省，东临约讷省，东北接塞纳-马恩省。
与马罗欧普雷接壤的市镇（或旧市镇、城区）包括：圣伊莱尔圣梅曼、尚日、克莱里-圣安德烈、卢瓦尔河畔默恩、梅济耶尔莱克莱里、圣艾、圣普里韦-圣梅曼。

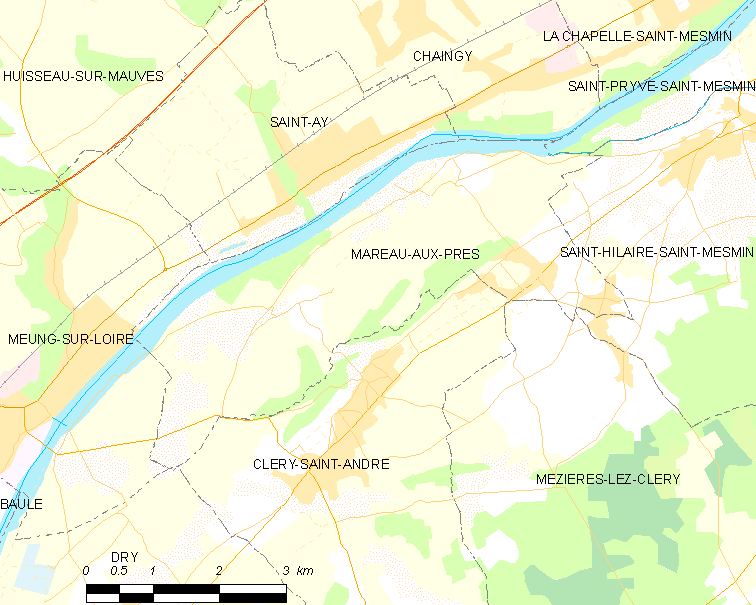
马罗欧普雷的OSM定位图

马罗欧普雷的时区为UTC+01:00、UTC+02:00（夏令时）。

## 行政
马罗欧普雷的邮政编码为45370，INSEE市镇编码为45196。

## 政治
马罗欧普雷所属的省级选区为博让西县。

## 人口

1962-2008年间马罗欧普雷人口变化图示

马罗欧普雷于2022年1月1日时的人口数量为1669人。